# Ivanovci (Ljig)
Ivanovci (srbsky Ивановци) je vesnice v západní části Srbska, administrativně spadající pod opštinu Ljig v Kolubarském okruhu. Vesnice se nachází východně od města Ljigu, v široké a rovinaté krajině soutoku potoků Kačer a Kozeljica. V roce 2011 zde žilo 368 obyvatel, tento počet od roku 1961 postupně klesá. Mezi známé rodáky odsud patří Alek Marjano, spisovatel srbské literatury pro děti.
Z národnostního hlediska je obyvatelstvo v drtivé většině srbské národnosti. První písemná zmínka o vesnici je z roku 1525.
Relativně kompaktní obcí prochází silnice č. 150 regionálního významu, která směruje do města Aranđelovac.